# Kangikhlukhmut
Kangikhlukhmut /= head-of-the-rapid-river people/, Kaniagmiut naziv za jednu skupinu Ahtena Indijanaca, plemena porodice athapaskan, koji su živjeli Copper Riveru na Aljaski.
Bilježi ih Hoffman u MS vocab. B. A. E., 1882.